# Kwartalnik Historii Ruchu Zawodowego
Kwartalnik Historii Ruchu Zawodowego – kwartalnik ukazujący się w Warszawie w latach 1967-1988. Wydawcą było Biuro Historyczne Centralnej Rady Zrzeszenia Związku Związków Zawodowych. Redaktorem naczelnym był m.in. Lucjan Kieszczyński. 
Pismo było kontynuacją kwartalnika „Biuletyn Biura Historycznego CRZZ" ukazującego się w latach 1962-1966. Jego kontynuacją był wydawany w 1989 roku „Kwartalnik Historii i Teorii Ruchu Zawodowego” (ukazały się jedynie 4 numery). Jego wydawcą było Zakład Historii i Teorii Ruchu Zawodowego w Centrum Studiów Związków Zawodowych. Przewodniczącym komitetu redakcyjnego był Lucjan Kieszczyński.